# Đạp Đốn
Đạp Đốn hay Thạp Đốn (chữ Hán: 蹋頓; bính âm: Tadun) là một thủ lĩnh của người Ô Hoàn trong thời kỳ Tam Quốc trong lịch sử Trung Quốc. Ông là một Thiền Vu đã quật khởi trong thời kỳ loạn lạc này. Ông đã chứa chấp Viên Thượng và Viên Hy hai anh em con của Viên Thiệu và chống lại Tào Tháo. Kết quả ông bị Tào Tháo giết chết trong một chiến dịch quân sự.

## Sự nghiệp
Năm Sơ Bình thứ nhất (190), Đạp Đốn, thủ lĩnh của người Ô Hoàn tại Liêu Tây, đã thống nhất các bộ lạc Ô Hoàn, xưng làm Thiền vu và ủng hộ Viên Thiệu, một lãnh chúa cát cứ tại phía bắc sông Hoàng Hà. Ông từng đem quân trợ giúp Viên Thiệu đánh bại Công Tôn Toản.
Năm 200, Tào Tháo đánh bại Viên Thiệu tại trận Quan Độ. Sau khi Viên Thiệu chết, họ Viên thất thế, các con Viên Thiệu là Viên Hy, Viên Thượng chạy sang hàng và nương nhờ Đạp Đốn sau đó lại cùng Đạp Đốn liên kết với Thiền vu Ô Diên ở Hữu Bắc Bình là Tô Bộc Diên. Vào thời gian đó, Tào Tháo có ý định viễn chinh xa hơn về phía bắc để loại bỏ Viên Thượng và các bộ lạc Ô Hoàn.
Tháng 10 năm 205, Tào Tháo tiến quân đánh Ô Hoàn. Anh em Viên Hy hợp binh với Đạp Đốn đối trận với Tào Tháo ở núi Bạch Lang. Tướng tiên phong của Tào Tháo là Trương Liêu mang quân tới phá tan quân Ô Hoàn. Anh em Viên Thượng cùng Ô Hoàn chạy ra ngoài Trường Thành. Năm 206, Tào Tháo đem quân tiến sâu vào lãnh thổ của người Ô Hoàn.
Sang tháng 8 năm 206, Tào Tháo tiếp tục truy kích, đánh thắng 1 trận nữa, đánh bại họ tại trận núi Bạch Lang (白狼山), giết chết Đạp Đốn. Trong chiến dịch này, quân đội của Tào Tháo di chuyển rất gọn nhẹ, bỏ lại phía sau các loại đồ tiếp tế như lương thực, thực phẩm cồng kềnh. Kết quả của cuộc tấn công chớp nhoáng làm cho người Ô Hoàn bị bất ngờ. Đạp Đốn vì bất ngờ nên bị giết. Khoảng 200.000 người Ô Hoàn đã hàng Tào.